# الدراويش (لوحة)
الدراويش هي لوحة فنية للفنان المصري محمود سعيد. وتم رسم هذه اللوحة في العام 1929. هذه اللوحة هي أحد أعمال محمود سعيد المبكرة تظهر ستة من دراويش المولوية بملامح متشابهة وملابس متماثلة مع فروق في وضعية كل منهم أثناء أداء الأذكار الدينية في العصور العثمانية.

## أغلى لوحة لفنان عربي من الشرق الأوسط
تم بيع لوحة الدراويش بقيمة 9 ملايين و350 ألف درهم إماراتي (2.546 مليون دولار أمريكي) بتاريخ 28 أكتوبر 2010 حسب ما أعلنت دار كريستيز للمزادات العالمية حيث أن مزاداً لها في دبي شهد بيع «أغلى لوحة تشكيلية لفنان عربي بالعالم». وكانت التوقعات المبدئية ما قبل المزاد قدرت بيعها بمبلغ يتراوح بين 300 و400 ألف دولار.
واللوحة واحدة من مقتنيات أمين جدة السابق الدكتور محمد فارسي، الذي يعد أهم الشخصيات الداعمة والراعية للحركة الفنية في السعودية ومنطقة الشرق الأوسط.
وخلال المزاد نفسه بيعت 30 لوحة من مقتنيات فارسي مقابل 24 مليوناً و700 ألف درهم.